# Sebastião Caboto
Sebastiano Caboto (Veneza, 1476 – Londres, 1557) foi um navegador italiano do século XVI que explorou a costa da América do Norte ao margeá-la, da Flórida à foz do rio São Lourenço, no atual Canadá. Por causa disso e em sua homenagem, a estratégia de navegação costeando o litoral recebeu o nome de cabotagem.

## Biografia
Foi um navegador italiano, em 1497 provavelmente acompanhou o pai, João Caboto, na primeira expedição inglesa à América do Norte, que resultou no descobrimento do Labrador, da Groenlândia e da Nova Inglaterra. Só se volta a ter notícias dele em 1512, como cartógrafo do Rei Henrique VIII, acompanhando as tropas que ajudaram Fernando II de Aragão na guerra contra os franceses.
Após o cancelamento da viagem que comandaria como capitão da Marinha espanhola em 1516, foi contratado por Carlos V, Imperador do Sacro Império Romano-Germânico, que o nomeou piloto-mor em 1518, função que exerceu por cerca de três décadas, examinando e instruindo novos pilotos, organizando expedições e elaborando mapas que incorporavam o resultado dos descobrimentos.
No comando de uma expedição espanhola de três navios destinada ao Oriente, Caboto a desviou, em 1525, para explorar o Rio da Prata e seus tributários, o Paraguai e o Uruguai, seduzido por notícias de riquezas fabulosas. De volta à Europa, foi preso e desterrado para a África, mas foi depois reabilitado pelo Rei da Espanha. No fim da vida, a serviço da coroa inglesa, organizou uma expedição para buscar um caminho mais curto para o Oriente, pelo norte da Europa.

## Expedição ao Rio da Prata
Em 5 de abril de 1526, partiu do Porto de Cádis (Espanha) uma expedição liderada por Caboto que tinha como objetivo que deveria passar pelo Estreito de Magalhães para chegar até às Ilhas Molucas. Estretanto, quando estavam nas costas brasileiras, escutaram relatos de que era possível chegar a fabulosas riquezas navegando pelo Rio da Prata e decidiram explorar o interior daquele curso d'água em desacordo com as ordens de Carlos V.
Quando ingressaram no estuário, encontraram Francisco del Puerto, espanhol que sobreviveu ao ataque de nativos contra a expedição de Juan Díaz de Solís, que passou informações que tinha sobre como chegar às riquezas procuradas. Navegaram pelo Rio Paraná até chegar à confluência com o Rio Carcarañá, onde Caboto fundou, no dia 11 de maio de 1527, o Forte de Sancti Spíritus, primeira fortificação espanhola na Bacia do Prata. Nesse lugar, permaneceram vários meses, construindo uma embarcação menor (um bergantim), mais adequada à exploração de um curso d'água menos caudaloso.
Nesse mesmo ano de 1527, uma expedição liderada por Diego García de Moguer combinou com os portugueses do estabelecimento de São Vicente, atual Bacia de Santos, que na sua volta pelo Rio da Prata, levaria em sua tripulação alguns indígenas escravizados para a Europa. Tanto a tripulação de García quanto a frota de Sebastião Caboto levaram indígenas brasileiros escravizados para serem comercializados na Espanha. Em Sevilha, os tripulantes dos dois navios foram interrogados por um oficial da Casa de Contratação sobre a procedência dos escravos. Eles afirmaram que os indígenas haviam sido adquiridos por meio de resgate e que, segundo o direito português, deveriam ser considerados escravos legítimos. Esses escravos seriam enviados do Brasil para Portugal, caso surgisse uma oportunidade de venda.
No final de dezembro de 1527, deixaram uma guarnição de 30 homens no forte e prosseguiram com a expedição que procurou subir curso do Rio Paraguai. No curso do Rio Paraná, estima-se que tenha chegado até às proximidades do Salto de Apipe, onde foi construída a Represa Binacional de Yacyretá, antes de retornar e ingressar no Rio Paraguai.
Em 28 de fevereiro de 1528, aportou na margem oriental do Rio Paraná, em um lugar que passou a ser denominado como: "Puerto de Santa Ana", situado em terras habitadas por nativos da etnia guarani liderados pelo cacique Guayarón, que atualmente pertencem ao Município de Itatí, nesse lugar recebeu hospitalidade e alimentos dos nativos.
Dentro dessa rota há registros, de dois anos mais tarde(em 28 de Março de 1930), onde Sebastiano participou do câmbio de escravos como comprador, visando leva-los á território espanhol. Os registros apontam que a tripulação do navio que ele ocupava levou sessenta escravos comprados a partir de cambio e com promessa de pagamento tardio quando ocorresse a chegada a Espanha.
Quando estava subindo o Rio Paraguai, as provisões se esgotaram e começaram a enfrentar hostilidades dos nativos, circunstância que lhes forçou a retornar sem chegar ao objetivo.
No retorno, se encontrou com a expedição liderada por Diego García de Moguer, o que o levou a fazer uma nova expedição pelo interior do continente, subindo o curso do Rio Paraguai. Novamente, não tiveram êxito.
Os nativos se rebelaram e destruíram o Forte Sancti Spiritus e Caboto retornou à Espanha.